# Adam Grünewald
Adam Grünewald (Frickenhausen am Main, Duits Keizerrijk, 20 oktober 1902 – Veszprém, Hongarije, 22 januari 1945) was een Duits SS'er en commandant in het concentratiekamp Kamp Vught.

## Levensloop
Grünewald leerde voor bakker, maar ging na de Eerste Wereldoorlog als beroepsmilitair in dienst bij het vrijkorps. Vanaf 1919 diende hij twaalf jaar bij de Reichswehr. Hij genoot een militaire opleiding onder Theodor Eicke en trouwde in de jaren 20. In 1931 was Grünewald in het leger opgeklommen tot de rang van Unterfeldwebel. In dat jaar werd hij lid van de Sturmabteilung (SA) en de Nationaalsocialistische Duitse Arbeiderspartij (de Duitse nazipartij). Hoewel hij eerst fulltime bij de SA in dienst was, werd hij in 1934 SS'er bij de SS-Division Totenkopf.
Vanaf midden jaren 30 diende Grünewald als bewaker in het concentratiekamp Lichtenburg. Daarna was hij Schutzhaftlagerführer, in 1938 en 1939 in het concentratiekamp Dachau en in 1943 in het concentratiekamp Sachsenhausen. In oktober werd hij gepromoveerd tot kampcommandant van het Kamp Vught.
Grünewald was in januari 1944 schuldig aan het zogenaamde "bunkerdrama". Op 15 januari sloot hij samen met andere kampofficieren als Hermann Wicklein en Arnold Strippel 74 vrouwelijke gevangenen op in een 9,5 m2 grote cel. In de naastgelegen cel werden nog eens 17 vrouwen opgesloten. De deuren werden pas de volgende morgen geopend, toen reeds tien vrouwen de verstikkingsdood gestorven waren. Het voorval lekte uit en om de publieke opinie in Nederland niet nog meer te schaden dan al was gebeurd, werden Grünewald en Wicklein door het SS-gerecht veroordeeld tot respectievelijk 3 jaar en 6 maanden cel. Grünewald was februari 1944 al als kampcommandant vervangen door Hans Hüttig. Heinrich Himmler herriep het vonnis echter, waarna Grünewald gedegradeerd werd tot gewoon soldaat, en opnieuw aan zijn oude SS-divisie werd toegevoegd. Hij sneuvelde in januari 1945 aan het oostfront in Hongarije.

## Militaire loopbaan
- SS-Hauptsturmführer: 12 september 1934[2]
- SS-Sturmbannführer: 1 september 1941[3]

## Lidmaatschapsnummers
- NSDAP-nr.: 536 404[2]
- SS-nr.: 253 631[2]

## Decoraties
- SS-Ehrenring[4]
- Ehrendegen des Reichsführers-SS[4]
- Sportinsigne van de SA in zilver[4]
- Rijksinsigne voor Sport in zilver[4]